# موريس روس
موريس روس (بالإنجليزية: Maurice Ross)‏ (3 فبراير 1981 دندي المملكة المتحدة - ) هو لاعب كرة قدم بريطاني.

## وصلات خارجية
موريس روس على موقع الاتحاد الإسكتلندي (الإنجليزية)
- موريس روس على موقع اتحاد تركيا (لاعب) (الإنجليزية)
- موريس روس على موقع قاعدة بيانات كرة القدم.إي يو (الإنجليزية)
- موريس روس على موقع ناشيونال فوتبول تيمز (الإنجليزية)
- موريس روس على موقع Soccerbase.com (لاعب) (الإنجليزية)
- موريس روس على موقع Soccerway.com (الإنجليزية)
- موريس روس على موقع عالم كرة القدم.نت (الإنجليزية)